# Polypodium funiculosum
Polypodium funiculosum là một loài dương xỉ trong họ Polypodiaceae. Loài này được Desv. mô tả khoa học đầu tiên năm 1827.
Danh pháp khoa học của loài này chưa được làm sáng tỏ. 